# FC Dinamo Jerewan
FC Dinamo Jerewan (armenisch Ֆուտբոլային Ակումբ Դինամո Երևան) ist ein ehemaliger armenischer Fußballverein aus Jerewan.

## Geschichte

Logo von 1938 bis 1941

Der Verein wurde 1936 als Dinamo Jerewan gegründet und gewann bereits im ersten Jahr die Fußballmeisterschaft der Armenischen Sozialistischen Sowjetrepublik. 1937 verteidigte die Mannschaft ihren Titel. Zwischen 1946 und 1949 gewann der Verein viermal in Folge die Meisterschaft. Der Titel 1949 war die letzte Meisterschaft zu Sowjetzeiten. 1959 wurde man noch einmal Vizemeister. Nach der Unabhängigkeit Armeniens wurde der Verein als FC Dinamo Jewewan wiedergegründet und spielte ab 1992 in der Aradschin chumb, der zweiten armenischen Fußballliga. 1999 wurde die Mannschaft Zweitligameister, stieg jedoch nicht auf. Zur Saison 2008 trat der Verein nicht mehr an, nachdem er bereits 2002 für ein Jahr vom Spielbetrieb abgemeldet war. Der Verein existiert noch heute, nimmt jedoch nicht mehr am Profifußball teil.

## Ligastatistik ab 1992
| Jahr    | Vereinsname       | Liga            | Position        | Spiele          | Siege           | Unentschieden   | Niederlagen     | Tore            | Gegentore       | Punkte          |
| ------- | ----------------- | --------------- | --------------- | --------------- | --------------- | --------------- | --------------- | --------------- | --------------- | --------------- |
| 1992    | FC Dinamo Jerewan | Aradschin chumb | 16              | 26              | 8               | 9               | 9               | 37              | 42              | 25              |
| 1993    | FC Dinamo Jerewan | Aradschin chumb | 6               | 20              | 9               | 3               | 8               | 30              | 21              | 21              |
| 1994    | FC Dinamo Jerewan | Aradschin chumb | 4               | 18              | 9               | 5               | 4               | 49              | 32              | 23              |
| 1995    | FC Dinamo Jerewan | Aradschin chumb | 2               | 12              | 7               | 3               | 2               | 40              | 12              | 24              |
| 1995/96 | FC Dinamo Jerewan | Aradschin chumb | 11              | 22              | 6               | 4               | 12              | 27              | 38              | 22              |
| 1996/97 | FC Dinamo Jerewan | Aradschin chumb | 8               | 22              | 7               | 4               | 11              | 23              | 41              | 25              |
| 1997    | FC Dinamo Jerewan | Aradschin chumb | 5               | 16              | 4               | 2               | 10              | 18              | 47              | 14              |
| 1998    | FC Dinamo Jerewan | Aradschin chumb | 10              | 24              | 6               | 1               | 17              | 26              | 65              | 19              |
| 1999    | FC Dinamo Jerewan | Aradschin chumb | 1               | 16              | 13              | 0               | 3               | 40              | 14              | 39              |
| 2000    | FC Dinamo Jerewan | Aradschin chumb | 8               | 28              | 1               | 4               | 23              | 19              | 78              | 7               |
| 2001    | FC Dinamo Jerewan | Aradschin chumb | 5               | 10              | 8               | 0               | 2               | 35              | 12              | 24              |
| 2002    | FC Dinamo Jerewan | keine Teilnahme | keine Teilnahme | keine Teilnahme | keine Teilnahme | keine Teilnahme | keine Teilnahme | keine Teilnahme | keine Teilnahme | keine Teilnahme |
| 2003    | FC Dinamo Jerewan | Aradschin chumb | 8               | 22              | 9               | 4               | 9               | 29              | 44              | 31              |
| 2004    | FC Dinamo Jerewan | Aradschin chumb | 12              | 30              | 9               | 1               | 20              | 52              | 72              | 28              |
| 2005    | FC Dinamo Jerewan | Aradschin chumb | 10              | 24              | 6               | 3               | 15              | 26              | 56              | 18              |
| 2006    | FC Dinamo Jerewan | Aradschin chumb | 5               | 18              | 9               | 4               | 5               | 36              | 34              | 31              |
| 2007    | FC Dinamo Jerewan | Aradschin chumb | 4               | 21              | 10              | 3               | 8               | 47              | 38              | 33              |